# José Muñoz Zapata
José Muñoz Zapata (* 1905; † unbekannt) war ein mexikanischer Botschafter.

## Leben
José Muñoz Zapata war mit María Luisa Martínez de Muñoz Zapata verheiratet.
Am 1. Mai 1933 wurde er zum Stenographen zweiter Klasse am Generalkonsulat in Paris ernannt.
Im August und September 1970 gehörte er zum Gefolge von Gustavo Díaz Ordaz bei einem Treffen mit Richard Nixon.

## Auszeichnungen
- 1958: Großes Goldenes Ehrenzeichen für Verdienste um die Republik Österreich[3]

| Vorgänger                     | Amt                                                                                     | Nachfolger                            |
| ----------------------------- | --------------------------------------------------------------------------------------- | ------------------------------------- |
| Gonzalo Frías Beltrán         | mexikanischer Botschafter in Asunción 23. Mai 1947 bis 3. März 1951                     | Luis Cataño Morlet                    |
| Eduardo Morillo Safa-Briones  | mexikanischer Botschafter in Panama-Stadt 20. März 1953 bis 17. November 1953           | Rafael Fernando Fuentes Boettiger     |
| Pedro Cerisola Salcido        | mexikanischer Geschäftsträger in Caracas 1961                                           | José Luis Ignacio Rodríguez Taboada   |
| Carlos César Gutiérrez Macías | mexikanischer Botschafter in Manila 29. November 1961 bis 10. März 1965                 | Francisco Espartaco García Estrada    |
| Antonio Mariscal              | Director General del Ceremonial de la Secretaría de Relaciones Exteriores 1965 bis 1970 | José Joaquín Bernal y García Pimentel |